# Giovanni Carroni
Giovanni Carroni (Nuoro, 25 giugno 1958) è un attore, scrittore e regista italiano.

## Biografia
Studia recitazione, mimo, canto e teatro-danza presso la scuola di teatro "Roy Hart Theatre", in Lasalle, nel sud della Francia. Si perfeziona inoltre a Granada e Madrid. Fonda a Nuoro nel 1988 la compagnia Bocheteatro, della quale è direttore artistico e regista. È attore e regista di teatro, cinema, televisione e conduttore radiofonico. Per il teatro debutta nel 1988 con un suo monologo dal titolo nuorese Intro (dentro), tratto da Non si sa come di Luigi Pirandello e Oppio e altre storie di Géza Csáth.
Lavora per tanti anni col regista Marco Gagliardo, che lo dirigerà in molti spettacoli, tra cui  L'uomo irrisolto di Roberto Cavosi, Udienza di Václav Havel, Il condannato a morte di Jean Genet, La zappatera prodigiosa e Lamento per Ignazio Sanchez Mejias di Federico García Lorca e La notte poco prima della foresta di Bernard-Marie Koltès. Lavora anche con il regista genovese Marco Parodi, col quale è protagonista nello spettacolo Bachisio Spanu - Epopea di un contadino alla Grande Guerra, La tragedia di un personaggio di Luigi Pirandello e in diversi allestimenti teatrali per Sa die e sa Sardigna. È protagonista in Emigranti di Sławomir Mrożek, per la regia di Maria Maglietta.
È inoltre attore protagonista per la cooperativa Teatro di Sardegna in Nina, o il paese del vento di Grazia Deledda, regia di Orlando Forioso, Una famiglia per Giacomo di Paolo Puppa da Giuseppe Dessì, per la regia di Guido De Monticelli e in Paska Devaddis di Michelangelo Pira, regia di Theodoros Terzopoulus. Con il drammaturgo Paolo Puppa mette in scena Il muro incinto, che racconta la vita dello scultore sardo Costantino Nivola. Altri spettacoli da lui interpretati e curati sono: Triste rondine maschio di Manuel Puig, Sos sinnos di Michelangelo Pira, Perlasca l'impostore sulla vita di Giorgio Perlasca, Eleonora d'Arborea di Giuseppe Dessì, Hikmet di Nazım Hikmet e Cristolu - Vita di un frate bandito di Salvatore Niffoi.
Nel 2017 vince il premio UBU con lo spettacolo "Macbettu" per la regia di Alessandro Serra. È in scena nel ruolo di Banquo e cura la traduzione del testo in lingua sarda.

## Filmografia

### Attore

#### Cinema
- Nois tottus, regia di Piero D'Onofrio e Fabio Vannini (1987)
- Momenti di tregua, regia di Antonio Cara - voce narrante (1990)
- Una casa sotto il cielo, regia di Roberto Locci (1992)
- La destinazione, regia di Piero Sanna (2002)
- Jimmy della collina, regia di Enrico Pau (2007)
- 20 sigarette, regia di Aureliano Amadei (2009)

2019- "Emilio Lussu -il processo" regia Gian Luca Medas
- "Sinuaria" cortometraggio diretto da Roberto Cara
- "I morti di Alos" voce narrante in lingua sarda

2020" E' attore coprotagonista nel film "Il muto di Gallura" per la regia di Matteo Fresi
2022- "Partecipa come attore al docu-film "Nel nostro cielo un rombo di tuono" regia Riccardo Milani

#### Televisione
- Il sequestro Soffiantini, regia di Riccardo Milani - film TV (2001)
- Cefalonia, regia di Riccardo Milani - miniserie TV (2005)
- L'ultima frontiera, regia di Franco Bernini - film TV (2006)
- Il mostro di Firenze, regia di Antonello Grimaldi - miniserie TV (2009)
- Tutti pazzi per amore - serie TV (2009-2011)

### Regista e sceneggiatore
- Gennargentu, una montagna per tre poeti (2004)

2022- In caminu chin Grazia- In cammino con Grazia- docu-film su Grazia Deledda- due puntate

## Prosa radiofonica
- Colombi e sparvieri, di Grazia Deledda, regia di Antonio Prost (Rai 3 - Radio Sardegna, 1990)
- Pinocchio, di Carlo Collodi, tradotto in sardo da Giulio Albergoni (Radio 1 - Radio Sardegna, 2009)
- Sos Sinnos, di Michelangelo Pira (2010)

"S'ifferru de Dante- l'inferno di Dante in lingua sarda"

## Programmi radiofonici
- Addisora - Fuori orario (Rai 3 - Radio Sardegna, 2008-2010)
- Pastoricande (Rai 3 - Radio Sardegna, 2011)
- Tearras de mesania (Rai 3 - Radio Sardegna, 2012)

- "lInferno di Dante Alighieri" regia di Carlo Rafele